# 죽교동
죽교동(竹橋洞)은 전라남도 목포시의 동이다.

## 개요
죽교동은 원래 무안현 신죽동이라는 마을로 유달산 아래 위치한 마을이었는데, 1914년 행정구역 병합시 신죽동의 '죽'자와 쌍교동의 '교'자를 한 자씩 따서 죽교리라 불렀다.

## 연혁
- 무안군 이로면 신죽호
- 1914년 대반동, 신죽동, 쌍교동의 병합으로 죽교리로함
- 1949년 동제실시에 의하여 죽교2동
- 1997년 1월 1일 죽교1동 일부와 죽교2동 병합으로 죽교동
- 2000년 9월 27일 '죽교동 어울마당'이란 명칭을 추가하여 주민자치센터로 새롭게 출발 됨